# Shell Mex House

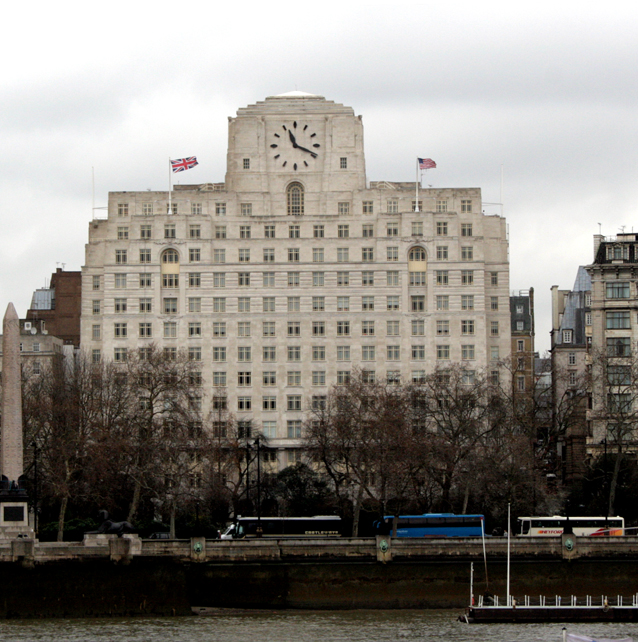
Fassade des Shell Mex House

Das Shell Mex House ist ein Gebäude in der 80 Strand in London. Es ist mit Einstufung Grade-II denkmalgeschützt.

## Geschichte
Das Haus wurde 1932 auf dem Grundstück des Hotel Cecils eröffnet und steht zwischen dem The Adelphi und dem Savoy Hotel. Entworfen wurde das Gebäude von Frances Milton Cashmore (1892–1971). Das Gebäude diente als Zentrale für die gemeinsame Marketing-Gesellschaft der Öl-Konzerne Shell-Mex und BP. Während des Zweiten Weltkriegs wurde das Gebäude vom neu gegründeten Ministry of Supply genutzt.
2014 erwarb Henning Conle das Shell Mex House für umgerechnet 746 Millionen Euro.

## Architektur
Das Bürogebäude wurde von dem Architekten Milton Cashmore (Architekturbüro Messrs Joseph) geplant. Die Bildhauerarbeiten übernahm William Charles Holland King. Der Baukörper wurde aus Portland-Kalkstein errichtet. Es besitzt elf Geschosse. Die Fassade ist streng gegliedert und in 17 Fensterachsen unterteilt. Die obersten Geschosse sind stufenartig zurückgesetzt. Über der Fassade sitzt auf dem Flachdach ein mächtiger Uhrturm, der von Strebepfeilern mit Figuren gestützt wird und von einer Stufenpyramide als Dach bekrönt wird. Im Erdgeschoss verläuft ein Arkadengang mit Rundbögen.